# Clypeobarbus bellcrossi
Clypeobarbus bellcrossi är en fiskart som först beskrevs av Jubb, 1965.  Clypeobarbus bellcrossi ingår i släktet Clypeobarbus och familjen karpfiskar. IUCN kategoriserar arten globalt som otillräckligt studerad. Inga underarter finns listade i Catalogue of Life.